# Roynell Young
(en) Statistiques sur pro-football-reference
Roynell Young (né le 1er décembre 1957 à La Nouvelle-Orléans dans l'État de Louisiane) est un joueur américain de football américain.

## Carrière

### Universitaire
Young fait ses études à l'université d'État de Alcorn où il joue pour l'équipe de l'université. Il est drafté au premier tour du draft de 1980 par les Eagles de Philadelphie.

### Professionnel
Il commence lors de la saison 1980 et joue tous les matchs en tant que titulaire alignant quatre interceptions. Il participe au Super Bowl XV mais échoue comme toute l'équipe face au Raiders d'Oakland de Jim Plunkett. La saison 1981 voit les Eagles perdre dans wild card face au New York Giants (21-27) ; néanmoins, Young participe au Pro Bowl de 1981 et figure dans l'équipe B de la saison par l'Associated Press.
Les saisons passent et Young continue à faire en moyenne deux interceptions par saison. Il met un terme à sa carrière après la saison 1988.
Il totalise en neuf saisons à la NFL : 117 matchs joués (dont 109 comme titulaire), 23 interceptions (avec 106 yards parcourus) ainsi que quatre fumble recovered.

## Accomplissements
- Young et le lineman Ron Baker sont les seuls à avoir joué (avec les Eagles) à la fois le Super Bowl XV et le Fog Bowl.